# Taphrina communis
Taphrina communis är en svampart som först beskrevs av Sadeb. och som fick sitt nu gällande namn av Karl Giesenhagen 1895.
Taphrina communis ingår i släktet Taphrina och familjen häxkvastsvampar. Inga underarter finns listade i Catalogue of Life.